# Charley Scalies
Charlie Scalies (Filadelfia, 19 luglio 1940 – Phoenixville, 1º maggio 2025) è stato un attore statunitense, conosciuto principalmente per la sua interpretazione di Thomas "horseface" Pakusa, uno degli scaricatori e sindacalisti della seconda stagione di The Wire.

## Biografia
Nel 1993 Charley Scalies ebbe il ruolo di Ballyhoo Driver nel film di Al Pacino, Un giorno da ricordare. Apparve anche in serie televisive come Homicide: Life on the Street, Law & Order e The Sopranos dove interpretò il ruolo di "Coach Molinaro".
Charley Scalies morì presso una casa di cura a Phoenixville il 1° maggio 2025 all'età di 84 anni a causa della malattia di Alzheimer.

## Vita privata
Residente per tutta la vita in Pennsylvania, si sposò nel 1963 con Angeline Cardamone ed ebbe cinque figli: Chuck, Angeline, Tony, Christa e Anne Marie e da essi quattro nipoti Charles, Christopher, Domenic e Amelia.